# Electrona
Electrona is een geslacht van straalvinnige vissen uit de familie van lantaarnvissen (Myctophidae). De wetenschappelijke naam van het geslacht werd in 1895 voorgesteld door Goode & Bean.

## Soorten
- Electrona antarctica Günther, 1878
- Electrona carlsbergi Tåning, 1932
- Electrona paucirastra Bolin, 1962
- Electrona risso Cocco, 1829
- Electrona subaspera Günther, 1864